# たむら純子
たむら 純子（たむらじゅんこ、10月3日 - ）は、日本の漫画家、イラストレーター。旧ペンネームおよび本名は、田村純子（読み同じ）。大阪府出身、大阪府在住。

## 来歴・人物
小学6年生で投稿を開始したものの高校入学前に中断し、同人活動として漫画を描きながら一旦はデザイン事務所に就職しグラフィックデザイナーとして勤務。再び気軽な気持ちで投稿を再開したところ1回目より担当編集者がつき、投稿を重ねた。
1990年、今西純也（）名義の投稿作『メタルの花屋さん』が第89回LMS（ララまんが家スカウトコース）トップ賞を受賞し『増刊LaLa SPRING CLUB』5月10日号（白泉社）に掲載後、ペンネームを本名の田村純子（）に改名し、同社の同年秋、『健全 安全 好せーねん！』が『LaLa DX』10月10日号に掲載され正式に漫画家デビューに至る。
投稿時代のペンネーム「今西」の由来は、星野架名の『緑野原学園シリーズ』の今西弘樹が好きだった為と初単行本『うしのおひめさま』（1992年4月〈花とゆめCOMICS〉ISBN 4-592-12587-8）巻末あとがきで綴っている。
2013年より電子コミック書店めちゃコミックでめちゃコミックオリジナル G☆Girlsレーベル作品『私と上司の内緒の事情』を連載中。
2017年には映画『8年越しの花嫁 奇跡の実話』のコミカライズ漫画家オーディション企画でグランプリを勝ち取り描いた単行本全1巻（脚本：岡田惠和、主婦の友社、ISBN 978-4-07-427460-4）の発行部数が8.7万部を記録している。

## 作品リスト
- うしのおひめさま
- いんぽーとあります
- XAZSA
- 私と上司の内緒の事情
- どすこい!すけひら
- 隣りの部屋のオオカミくん